# Saint-Laurent-du-Tencement

Saint-Laurent-du-Tencement este o comună în departamentul Eure, Franța. În 1 ianuarie 2022 avea o populație de 66 de locuitori.